# Holeby-Bursø Pastorat
Holeby-Bursø Pastorat er et pastorat i Maribo Domprovsti (Lolland-Falsters Stift), som består af følgende sogne:
- Bursø Sogn
- Holeby Sogn

Pastoratet har ca. 1.900 indbyggere, hvoraf ca. 90% er medlemmer af folkekirken.

## Præster siden reformationen
1. Claus Clausen 1555-1579, kapellan Hans Viborg
2. Christopher Pedersen Bager 1580-1591, kapellan Jacob Ibsen Tyche        -1582
3. Lauritz Jacobsen „Thirsted“ 1592-
4. Niels Jensen “Staurebye”, kapellan Anders Jørgensen Maas    -1635
5. Iver Madtzen
6. Jørgen Hansen Bogense 1641-1658
7. Hans Hansen Skjælskør 1658-1680
8. Knud Jørgensen Holmer 1680-1706
9. Diderik Homer 1706-1735
10. Herman Fuglsang 1735-1777
11. Borchsenius 1777-1782
12. Severin Christian Thørcke 1782-1788
13. Christen Andersen Lund 1788-1792
14. Anders Krog Holm 1792-1797
15. Hans Ditlev Heineth 1797-1814
16. Johan Adam Braes 1814-1831
17. Joachim Otto Paul Steenstrup 1831-1840
18. Henrik Posselt 1841-1855
19. Jacob Peder Dorph Paludan 1855-1871
20. Otto Reinhold Emiil Pontoppidan 1871-1880
21. Hans Kristian Rørdam 1881-1884
22. Daniel Maximilian Lundsteen 1885-1909
23. Vilhelm Carl Georg Møller 1909-1936
24. Kaj Herreborg Elleby 1936-1945
25. John Sauntved 1945-1962
26. Niels August Krapper 1962-1984
27. Hans Marxen 1984-2003